# Santo Pietro Belvedere
Santo Pietro Belvedere è una frazione del comune italiano di Capannoli, nella provincia di Pisa, in Toscana.
(Relazioni d'alcuni viaggi fatti in diverse parti della Toscana per osservare le produzioni naturali e gli antichi monumenti di essa di Giovanni Targioni Tozzetti)

## Geografia fisica

### Territorio
Il borgo di Santo Pietro sorge su di un colle, ai piedi del quale scorre il Fiume Era. Il nome “Santo Pietro Belvedere” deriva appunto dalla sua posizione, più alta rispetto alla pianura circostante.

### Clima
Il clima di Santo Pietro è mediterraneo, quindi favorevole alla coltivazione della vite e dell'ulivo. 
Le temperature medie estive si aggirano su 29 °C, mentre quelle invernali su 11 °C, con un tasso di umidità che oscilla fra il 70 e il 75%.

## Storia
L'epoca precisa di fondazione non è chiara, ma la si può collocare intorno al II secolo d.C., forse prima del capoluogo Capannoli. La prima testimonianza effettiva dell'esistenza del borgo si ha però molti secoli dopo, nel 1165, in un documento che testimonia l'avvenuto accordo di pace fra pisani e lucchesi. Infatti, in quel periodo, la zona in cui si trovava Santo Pietro visse una storia alquanto travagliata, passando più volte sotto il controllo delle città di Pisa e di Lucca. Nel XIII e XIV secolo era stabilmente sotto la potestà dei Gambacorti, e quindi della Repubblica Pisana.
Il paese era noto perché vi si trovava un castello, con una triplice cinta muraria e un'imponente torre. La sua posizione elevata rispetto alla campagna circostante faceva del castello di Santo Pietro un ottimo punto di osservazione. Nel 1510 tutto il territorio pisano passa sotto il controllo di Firenze e della famiglia dei Medici. A parte un'epidemia di peste nel 1631, non si hanno notizie di eventi di rilievo avvenuti a Santo Pietro fino alla conquista napoleonica (1796). È in questo periodo che il borgo passa sotto la municipalità di Capannoli.
Nel 1859, Santo Pietro entra a far parte del Regno di Sardegna, denominato dal 1861 Regno d'Italia. Si hanno notizie di caduti di Santo Pietro in entrambi i conflitti mondiali. Inoltre il territorio della Valdera fu teatro di bombardamenti e di combattimenti fra tedeschi e americani durante la seconda guerra, in particolare nell'estate del 1944. Durante questi bombardamenti, fu distrutto l'oratorio della Compagnia del Santissimo Sacramento, che, sebbene fosse importante per la comunità di Santo Pietro, non fu più ricostruito. Tra le colline circostanti, si possono notare i rifugi che gli abitanti utilizzavano per ripararsi durante i bombardamenti: molti di questi rifugi sono stati successivamente utilizzati come cantine.
Il toponimo Belvedere fu aggiunto al nome del paese in epoca fascista, il 18 ottobre 1929 perché il governo aveva deciso di denominare "Santo Pietro" l'ufficio postale di Mussolinia di Sicilia (Catania), e il nome del borgo toscano andava cambiato per evitare equivoci.

## Monumenti e luoghi d'interesse
- Chiesa di San Pietro, risalente al tredicesimo secolo, ma più volte restaurata. La sua maggiore attrazione è l'imponente campanile, che fu costruito dall'architetto Luigi Bellincioni fra il 1881 e il 1883. La base del campanile poggia sui resti della antica torre del castello; torre che, ancora nel 1789, spiccava per la sua robustezza e per i suoi merli ghibellini. Nel 1907 vi fu installato un orologio, che fu però trafugato nel 1944.
- Oratorio di San Rocco, contiene un interessante affresco quattrocentesco, raffigurante la Madonna col Bambino, attribuito alla scuola di Benozzo Gozzoli.

## Economia
Recentemente l'economia del paese, e della Valdera in generale, ha fatto affidamento sugli agriturismi. In Valdera se ne contano moltissimi, e alcuni di questi sono proprio a Santo Pietro. È da citare la “strada del vino e delle colline pisane”, lungo la quale è possibile effettuare degustazioni dei vini che si producono in Valdera. Altri prodotti tipici sono l'olio extravergine, il miele, i marroni, i cantuccini e il salame toscano.

## Geografia antropica
La frazione di Santo Pietro Belvedere può essere suddivisa in piccoli quartieri molto diversi tra di loro:
- Capavoli Alta: costituita da fitte e antiche abitazioni a ridosso della strada, la zona nasce dall'incrocio della strada provinciale 26 di Santo Pietro Belvedere (chiamata con il comune nome di via del Commercio). Qui vi si trovano alcuni servizi e attività commerciali.
- Capavoli Bassa: scendendo da Capavoli alta e oltrepassata l'antica villa di Cesira Grassolini, si trova una zona composta da poche ma nuove case con una vista sul bosco di Camugliano e la chiesa della Santissima Annunziata, situata sulla cima di un colle che domina da una parte Capannoli e dall'altra Santo Pietro. Qui vi si trova il campo sportivo.
- Via del Commercio: si divide in sud e nord. Nella zona sud si trovano villette di nuova costruzione, una suggestiva vista su tutta la valle di Ponsacco, Pontedera, Pisa e i Monti Pisani. Qui, all'incrocio con via Corsica, vi si trova il cimitero.
- Castellina Alta: zona più vecchia nonché centro del paese. Qui si trova la chiesa parrocchiale con la possente torre-campanile. Di fronte si trova la piazza del Castello, con le mura della vecchia fortezza, sul quale adesso sorge un piccolo parco circondato da pini marittimi e cipressi.
- Castellina Bassa: zona bassa del centro, sotto la chiesa. Vi si trovano alcune attività commerciali, servizi e il principale parcheggio del paese.
- Bellavista: zona che deve il suo nome dal fatto che ha una vista dominante su tutta la Valdera. È la zona più nuova del borgo. Qui si trova il centro sportivo con la palestra e il campo da calcetto.
- Le Scuole: qui si trovano le scuole elementari del paese. A sud e a ovest di questa zona si possono ammirare infinite distese di ulivi, viti, campi di grano e girasoli.
- Il Poggio: seconda zona nuova del paese, è una vera e propria località anche se molto piccola e situata in centro.